# 三根山藩

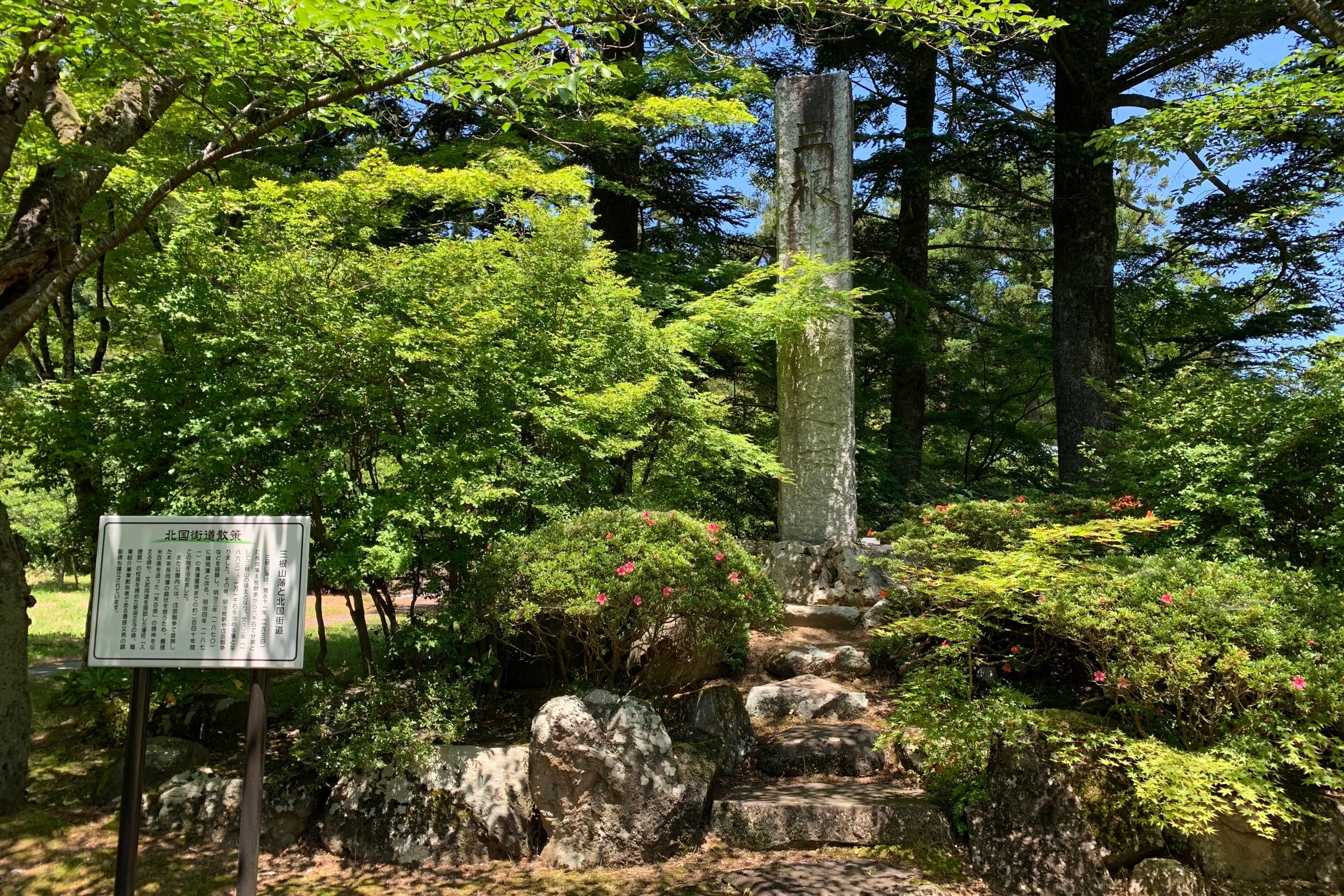
三根山藩址公園（陣屋跡）にある「三根山藩址之碑」（新潟市西蒲区）

三根山藩（みねやまはん）は、江戸時代末の越後国蒲原郡三根山（のちの西蒲原郡巻町嶺岡→峰岡、現在の新潟市西蒲区峰岡）にあった藩。藩主は譜代大名の牧野家。

## 沿革

### 三根山分知
1634年 （寛永11年）5月21日(旧暦)に牧野駿河守忠成が四男定成に蒲原郡三根山の新墾田6000石を分与し、分家させたのに始まる。その後、領地が1万石に満たないことから大名ではなく旗本寄合席として長らく存続した。しかし忠成は三根山分知に当たり、いずれ諸侯となれるように、5000石を内高として仕込んでおいたとする。

### 三根山藩立藩
幕末の文久3年（1863年）、時の領主忠泰は新田分5000石を新たに打ち出したとして、幕府への高直しの請願をした結果、許可され、11000石の三根山藩として立藩した。
既に宝暦年間には、三根山牧野家5代当主・忠知が立藩の意志を表していたが、忠知の火消役拝命に伴う役屋敷への移転などの事情のため延期するうち、さらに父・忠列の死去が重なったため、この代での高直し請願は中止となった。しかし第6代領主・忠泰はこれを引継ぎ、文久2年（1862年）4月に高直し・立藩の請願に至っている。結果、江戸城にて、牧野忠泰を伴った長岡候・忠恭の名代の笠間候・牧野貞長に老中・松平豊前守より請願を許可し、11000石・江戸定府、菊の間詰とする旨が申し渡された。
なお、三根山領には藩庁として三根山陣屋が置かれた。また、文化年間までには藩校・入徳館を開校して藩士教育に努めている。

### 戊辰戦争とその後
戊辰戦争では宗家に近い立場をとるが、新潟・長岡が相次いで陥落すると、慶応4年（1868年）8月には新政府側に恭順し、続く新政府軍の庄内藩征伐に出兵した。明治元年（1868年）12月に転封命令が出て、明治2年（1869年）転封先が信濃国伊那と決定するが、嘆願により差し止めとなった。明治3年（1870年）、藩名が丹後の峰山藩と紛らわしいため嶺岡藩（みねおかはん）と改めさせられる。翌明治4年（1871年）に廃藩置県で嶺岡県となり、同年中に新潟県に併合された。旧藩主家は華族に列し、子爵となる。

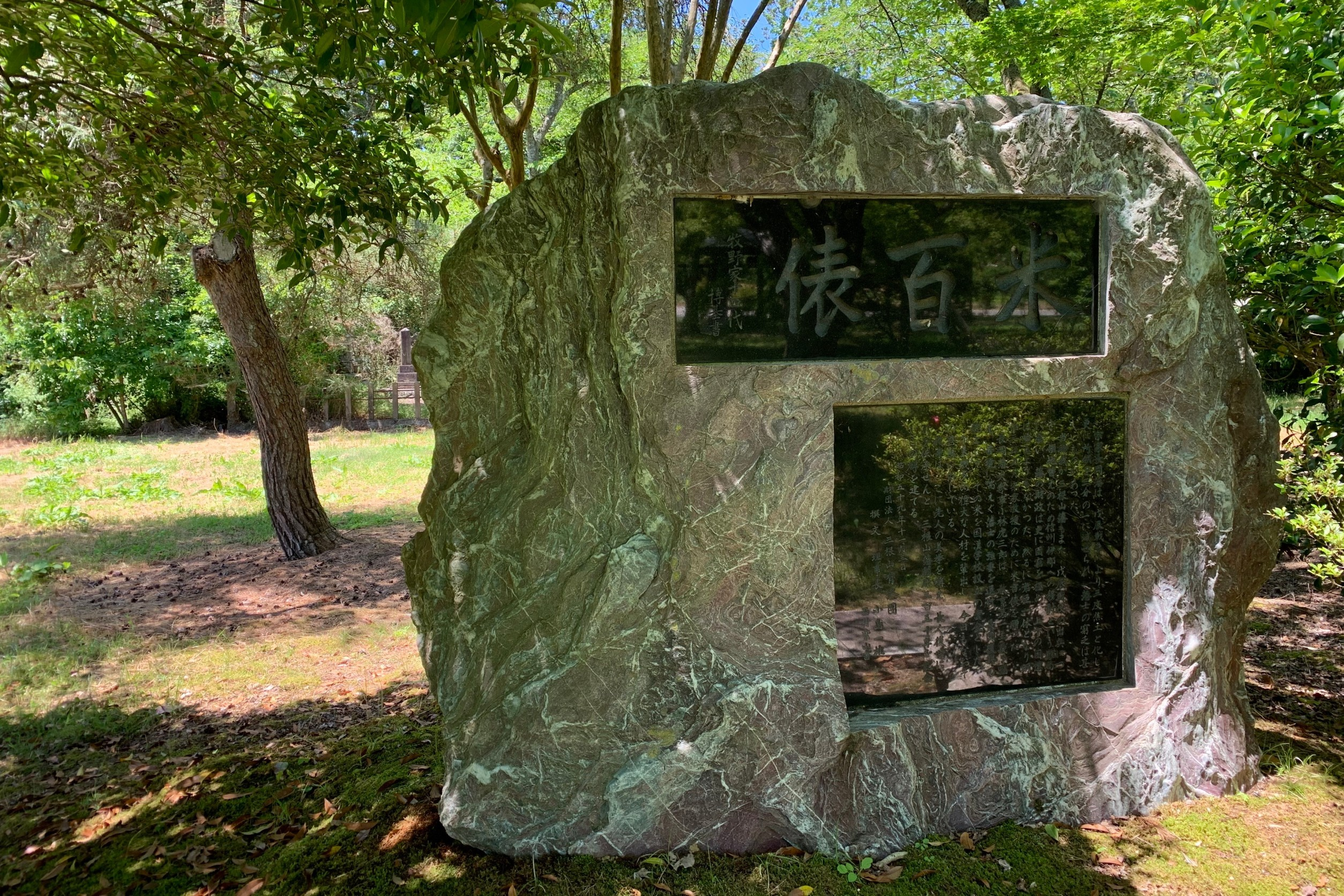
三根山藩址公園にある米百俵の碑

### 米百俵の逸話
宗家の長岡藩は、北越戊辰戦争敗戦後に極度の食糧不足に陥ったため、急遽三根山藩が100俵ほどの義援米を送り届けたが、その義援米の扱いをめぐって長岡藩が人材育成を優先したことが、後に戯曲化されて「米百俵」の美談として世に知られるようになった。

## 領地変遷
- 越後国
  - 1634年（寛永11年）5月21日（旧暦以下同じ） - 長岡藩領から蒲原郡の17か村を三根山領として分知（高6000石余）[4]。
  - 1692年（元禄5年）12月4日 - 同郡内35か村（高6000石）[5]。
  - 1856年（安政2年）11月 -  同郡内45か村[6]。
  - 1869年（明治2年)12月4日 - 三根山領の44か村中から平野村全部と下山村の一部、計500石分を水原県に引き渡すことを維新政府より命じられる[7][注釈 4]。
  - 1871年（明治4年）7月14日 - 峰岡藩は峰岡県となり、同12月に新潟県（第2次）へ編入され旧峰岡領は消滅した[8]。

## 三根山藩の機構

### 職制
三根山藩には以下の職制があった。
家老、留守居、用人、郡奉行、寺社方、足軽支配、中間支配、元締、目付、御山方、御普請方、御用方、御勘定方、御取次、御広間番、奥付、御祐筆、御座敷番、御馬役。他に番頭、物頭、代官、勝手方、公用方など。

### 家格
上記職制には原則下記の家格に応じて世襲する慣例となっていた。
家老、用人、番頭、物頭、給人格、目付格、納戸役格、近習格（以上が上士）、中小姓格、徒士目付格、徒士格、坊主格、料理人格（以上が下士）。
士分以下（卒分）として、足軽小頭格、中間小頭格、足軽、中間があった。なお、藩士の嫡子は17歳になると出仕を命じられるが、その際の扱いはおおむね以下の通りであった。家老嫡子は給人格、用人嫡子は納戸格次席、給人格以上の嫡子は近習格、給人格以下の嫡子は中小姓格、また下士の嫡子は坊主格とされた。

### 主要家臣
主要家臣としては、神戸家、倉地家、岡本家の3家が世襲家老の家柄であり、この3家の家禄は、いずれも200石台前半であった。これに次ぐ家格として槇家、塚田家、小畑家、中村家があった。

### 家臣数と俸禄
三根山分知から幕末以前までの間の資料の存在は知られず、具体的な家臣数や構成が不明である。幕末期の士分格式の家臣は、旗本であった1848年（嘉永元年）に64名、大名昇格・立藩後の1863年（文久3年）に77名であり、他に足軽39名、中間23名で家臣総数139名である。なお、廃藩置県後の1872年（明治7年）の調査では旧家臣の士族66人・卒族58人、総数124人がいた。
三根山藩は、幕末にいわば背伸びをして大名に列したため、立藩に伴う家臣俸禄の本高増禄改正をしたが、それから間もなく本高の7割弱から8割弱の大幅削減を実施せねばならなかった。

## 歴代領主・藩主
牧野家
旗本寄合 6000石 （1634年 - 1863年） 
1. 定成（さだなり）
2. 忠清（ただきよ） 養子、定成の弟
3. 忠貴（ただたか）
4. 忠列（ただつら） 養子、秋月種封の子
5. 忠知（ただとも）
6. 忠義（ただよし）
7. 忠救（ただひら）
8. 忠衛（ただもり） 養子、松平乗寛の子
9. 忠直（ただなお） 養子、奥平昌高の子
10. 忠興（ただおき） 養子、松平乗美の子

譜代 11000石 （1863年 - 1871年）
1. 忠泰（ただひろ） 養子、五島盛保の子

## 江戸屋敷変遷
- 1650年（慶安3年）9月（旧暦、以下同じ） - 西の久保新下谷町車坂の長岡藩邸内の地。
- 1729年（享保13年）3月25日 - 外桜田邸。
- 1736年（元文元年）8月 - 三田田島町邸。
- 1751年（宝暦元年） - 麻布市兵衛邸[注釈 7]。
- 1817年（文化14年）8月5日 - 中渋谷羽沢邸。
- 1831年（文政14年）6月20日 - 飯倉片町邸（元・織田愛之助下屋敷）[15]。